# Christine Gonzalez
Pour les articles homonymes, voir González.
Christine Gonzalez est une journaliste et chroniqueuse suisse, née le 4 juillet 1979 à Fribourg.

## Biographie

### Origines et famille
Christine Gonzalez naît le 4 juillet 1979 à Fribourg. Elle a une sœur aînée, devenue psychologue. Elle grandit à Fribourg ou à Villars-sur-Glâne, dans le même canton.
Son père, d'origine andalouse, est diffuseur dans le monde de l'édition ; sa mère, d'origine syrienne, est professeur de français.

### Études et parcours professionnel
Après des études en Lettres à l'Université de Fribourg, dont elle sort licenciée en 2005, elle devient journaliste stagiaire à Radio Fribourg.
En 2010, elle est engagée à Espace 2 à titre de coproductrice et animatrice de l'émission littéraire « Entre les lignes ». Deux ans plus tard, elle devient chroniqueuse littéraire et coanimatrice de l'émission « Vertigo » sur La Première.
Elle est chroniqueuse les vendredi sur France Inter dans l'émission Par Jupiter à partir de 2017. Elle y fait des entretiens avec des célébrités décédées. Elle tient également les dimanche en 2018 une chronique, intitulée « Ça ne date pas d'hier », dans Les Enfants de la télé sur France 2,.
Elle anime en 2021 l'émission « Question Q », puis début 2022 « Question genre » sur La Première,,.
En 2022, elle lance avec Aurélie Cuttat une émission en baladodiffusion sur la Radio télévision suisse intitulée « Voyage au Gouinistan », parlant de la culture lesbienne,. L'émission, un succès, deuxième du Prix suisse de la presse (de) 2023 dans la catégorie audio et Out d'or 2023 du meilleur documentaire, est suivie l'année suivante par « Destination Vieillistan », portant cette fois sur les seniors queer,. Cette deuxième saison remporte un prix aux Suisse Podcast Awards, dans la catégorie Diversité  en 2024. 

### Vie privée
Elle affirme son homosexualité à l'âge de 28 ans, après avoir été en couple 10 ans avec un homme. Elle est en couple avec la journaliste Aurélie Cuttat depuis 2014.